# Bezumnyj den'
Bezumnyj den' (Безумный день) è un film del 1956 diretto da Andrej Petrovič Tutyškin.